# Tessaromma
Tessaromma is een kevergeslacht uit de familie van de boktorren (Cerambycidae). De wetenschappelijke naam van het geslacht werd voor het eerst geldig gepubliceerd in 1840 door Newman.

## Soorten
Tessaromma omvat de volgende soorten:
- Tessaromma argenteonigra Gressitt, 1959
- Tessaromma aurata McKeown, 1942
- Tessaromma loxleyae McKeown, 1942
- Tessaromma nanum Blackburn, 1899
- Tessaromma nigroapicale Aurivillius, 1917
- Tessaromma sericans (Erichson, 1842)
- Tessaromma setosa McKeown, 1942
- Tessaromma sordida McKeown, 1940
- Tessaromma tristis (Hope, 1841)
- Tessaromma truncatispina McKeown, 1940
- Tessaromma undatum Newman, 1840